# Kreis Altenaer Eisenbahn
| Betriebs-/Güterbahnhof Streckenanfang (Strecke außer Betrieb)       | −1,00 | Altena-Hünengraben         | 152 m                      |
| Kreuzung geradeaus oben (Strecke geradeaus außer Betrieb)           |       | Ruhr-Sieg-Strecke          | Ruhr-Sieg-Strecke          |
| Bahnhof (Strecke außer Betrieb)                                     | 0,00  | Altena (Westf)             | 158 m                      |
| Haltepunkt / Haltestelle (Strecke außer Betrieb)                    | 0,65  | Mittlere Brücke            | Mittlere Brücke            |
| Tunnel (Strecke außer Betrieb)                                      |       | Altenaer Tunnel (55 m)     | Altenaer Tunnel (55 m)     |
| Bahnhof (Strecke außer Betrieb)                                     | 2,10  | Steinerne Brücke           | 160 m                      |
| Haltepunkt / Haltestelle (Strecke außer Betrieb)                    | 2,70  | Kronprinz                  | Kronprinz                  |
| Haltepunkt / Haltestelle (Strecke außer Betrieb)                    | 3,10  | Städt. Rahmede             | Städt. Rahmede             |
| Bahnhof (Strecke außer Betrieb)                                     | 5,30  | Mühlenrahmede              | Mühlenrahmede              |
| Haltepunkt / Haltestelle (Strecke außer Betrieb)                    | 6,40  | Altroggenrahmede           | Altroggenrahmede           |
| Bahnhof (Strecke außer Betrieb)                                     | 6,95  | Zum Hohle                  | Zum Hohle                  |
| Haltepunkt / Haltestelle (Strecke außer Betrieb)                    | 7,55  | Grünewiese                 | Grünewiese                 |
| Haltepunkt / Haltestelle (Strecke außer Betrieb)                    | 8,70  | Dünnebrett                 | Dünnebrett                 |
| Bahnhof (Strecke außer Betrieb)                                     | 9,75  | Oberrahmede I              | Oberrahmede I              |
| Haltepunkt / Haltestelle (Strecke außer Betrieb)                    | 10,20 | Oberrahmede II             | Oberrahmede II             |
| Bahnhof (Strecke außer Betrieb)                                     | 10,62 | Hardt                      | Hardt                      |
| Haltepunkt / Haltestelle (Strecke außer Betrieb)                    | 11,20 | Noell                      | Noell                      |
| Haltepunkt / Haltestelle (Strecke außer Betrieb)                    | 12,70 | Schafsbrücke               | Schafsbrücke               |
| Abzweig geradeaus, von links und von rechts (Strecke außer Betrieb) | 12,95 | Lüdenscheid Weiche (s. u.) | Lüdenscheid Weiche (s. u.) |
| Kopfbahnhof Streckenende (Strecke außer Betrieb)                    | 14,60 | Lüdenscheid KAE            | 383 m                      |

| Betriebs-/Güterbahnhof Streckenanfang (Strecke außer Betrieb) | −0,45      | Werdohl Güterbahnhof       | 186 m                      |
| Brücke über Wasserlauf (Strecke außer Betrieb)                | -0,10      | Lenne                      | Lenne                      |
| Bahnhof (Strecke außer Betrieb)                               | 0,00       | Werdohl Personenbahnhof    | Werdohl Personenbahnhof    |
| Haltepunkt / Haltestelle (Strecke außer Betrieb)              | 1,20       | Versevörde                 | Versevörde                 |
| Haltepunkt / Haltestelle (Strecke außer Betrieb)              | 2,10       | Osmecke                    | Osmecke                    |
| Bahnhof (Strecke außer Betrieb)                               | 3,32       | Kleinhammer                | Kleinhammer                |
| Bahnhof (Strecke außer Betrieb)                               | 4,37       | Deitenbecke                | Deitenbecke                |
| Bahnhof (Strecke außer Betrieb)                               | 5,16       | Eveking I                  | Eveking I                  |
| Haltepunkt / Haltestelle (Strecke außer Betrieb)              | 5,26       | Eveking II                 | Eveking II                 |
| Bahnhof (Strecke außer Betrieb)                               | 6,42       | Altenmühle                 | Altenmühle                 |
| Bahnhof (Strecke außer Betrieb)                               | 7,17       | Bärenstein                 | Bärenstein                 |
| Haltepunkt / Haltestelle (Strecke außer Betrieb)              | 7,74       | Borbecke                   | Borbecke                   |
| Haltepunkt / Haltestelle (Strecke außer Betrieb)              | 9,00       | Trempershof I              | Trempershof I              |
| Bahnhof (Strecke außer Betrieb)                               | 10,15      | Augustenthal               | Augustenthal               |
| Abzweig geradeaus und nach links (Strecke außer Betrieb)      |            | Fa. Plate, Brüninghausen   | Fa. Plate, Brüninghausen   |
| Haltepunkt / Haltestelle (Strecke außer Betrieb)              | 11,35      | Wettringhof                | Wettringhof                |
| Haltepunkt / Haltestelle (Strecke außer Betrieb)              | 12,75      | Peddensiepen               | Peddensiepen               |
| Bahnhof (Strecke außer Betrieb)                               | 12,70      | Lüdenscheid Worth          | 406 m                      |
| Abzweig geradeaus und von rechts (Strecke außer Betrieb)      | 15,7512,95 | Lüdenscheid Weiche (s. o.) | Lüdenscheid Weiche (s. o.) |
| Kopfbahnhof Streckenende (Strecke außer Betrieb)              | 14,60      | Lüdenscheid KAE            | 383 m                      |

| Kopfbahnhof Streckenanfang (Strecke außer Betrieb)       | 0,0 | Schalksmühle        | 224 m               |
| Haltepunkt / Haltestelle (Strecke außer Betrieb)         | 1,4 | Schalksmühle Hälver | Schalksmühle Hälver |
| Haltepunkt / Haltestelle (Strecke außer Betrieb)         | 3,5 | Steinbach           | Steinbach           |
| Bahnhof (Strecke außer Betrieb)                          | 4,2 | Karthausen          | Karthausen          |
| Bahnhof (Strecke außer Betrieb)                          | 4,7 | Deitenbecke         | Deitenbecke         |
| Haltepunkt / Haltestelle (Strecke außer Betrieb)         | 5,1 | Oeckinghausen       | Oeckinghausen       |
| Haltepunkt / Haltestelle (Strecke außer Betrieb)         | 8,7 | Eichholz            | Eichholz            |
| Abzweig geradeaus und nach links (Strecke außer Betrieb) | 9,1 | Märkisches Werk     | Märkisches Werk     |
| Kopfbahnhof Streckenende (Strecke außer Betrieb)         | 9,4 | Halver              | 418 m               |
|                                                          |     |                     |                     |
| Quellen:                                                 |     |                     |                     |

Kreis Altenaer Eisenbahn AG (KAE) hieß seit dem 1. Juni 1922 die schon am 21. Juli 1886 als Kreis Altenaer Schmalspur-Eisenbahn-Gesellschaft gegründete Aktiengesellschaft im ehemaligen Landkreis Altena. Der Sitz der Aktiengesellschaft war Lüdenscheid. Am 31. Januar 1976 ist die Gesellschaft erloschen. Im Volksmund des Sauerlandes ist auch der Name Schnurre für die Kreis Altenaer Eisenbahn bekannt.

## Die Gesellschaft

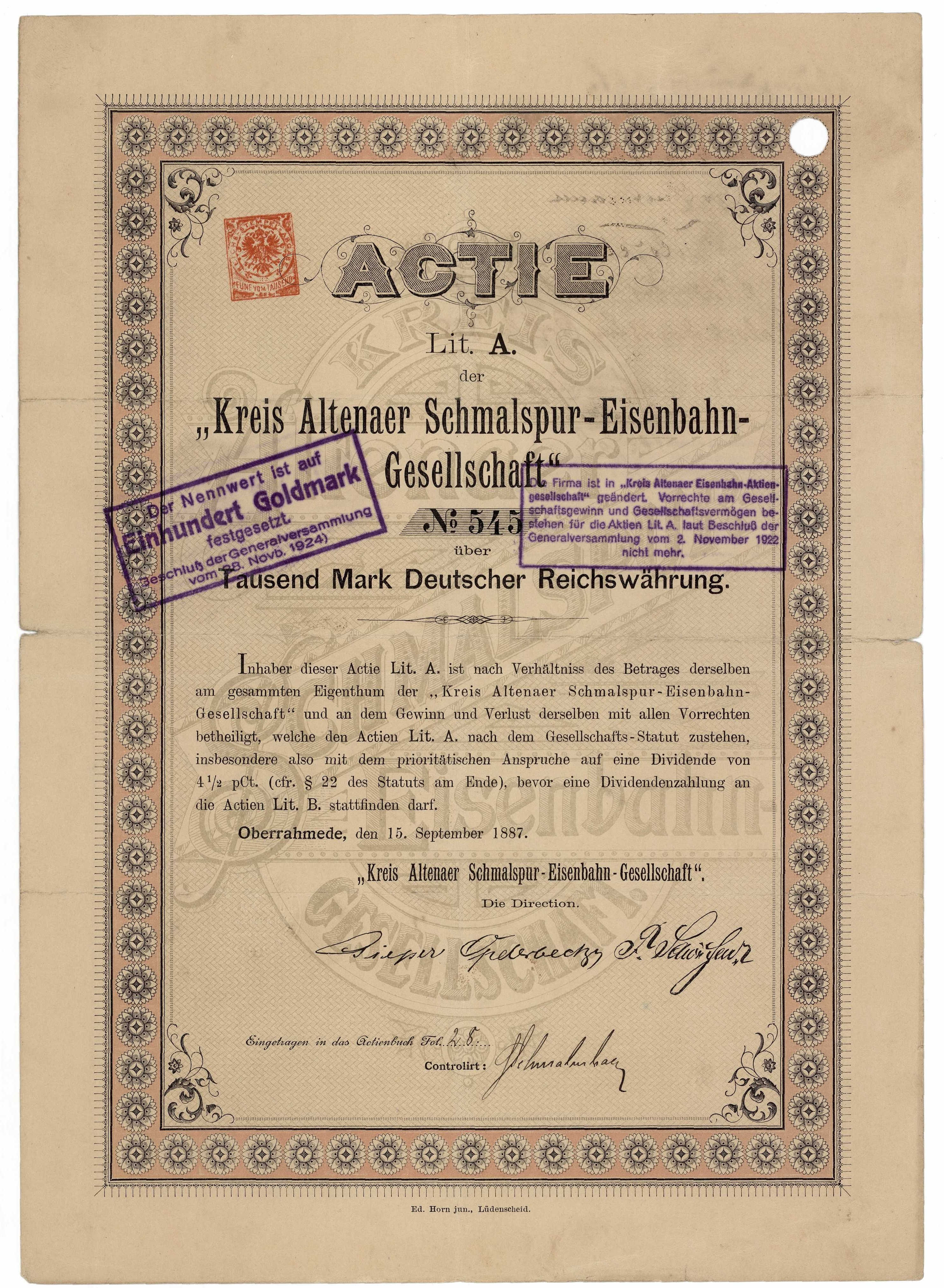
Gründeraktie der Kreis Altenaer Schmalspur-Eisenbahn-Gesellschaft vom 15. September 1887

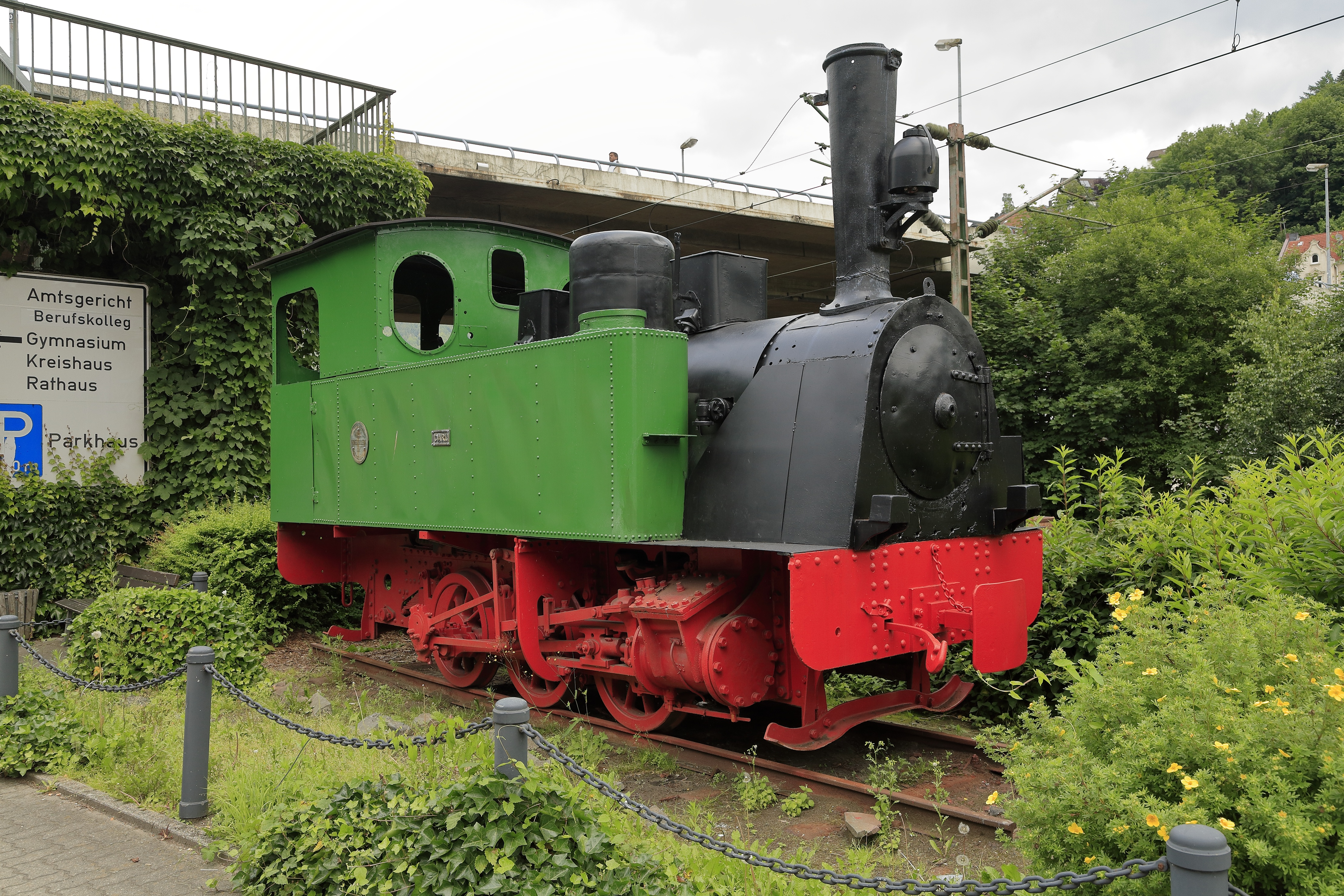
Ehemaliges Denkmal mit Lokomotive Carl der KAE am Bahnhof Altena

Etwa die Hälfte des Aktienkapitals wurde von Privatleuten und Gewerbebetrieben aufgebracht, die andere Hälfte vom Preußischen Staat und der Landgemeinde Lüdenscheid, zu einem kleinen Teil auch von der Gemeinde Halver. Ihr Ziel war es die vielfältige Kleineisenindustrie in den Tälern von Rahmede, Verse und Hälver zwischen Lenne- und Ebbegebirge im Sauerland an das Hauptbahnnetz anzuschließen. Den Bau übernahm die Berliner Firma Soenderop & Co, die bis 1. April 1889 auch den Betrieb führte.
Im Laufe der Zeit nahm der Anteil privater Aktionäre ab. Im Jahre 1975 gehörten 99 % des Kapitals der Kraftverkehr Mark-Sauerland GmbH (MS). Diese Gesellschaft war schon am 22. Mai 1925 von der KAE zusammen mit dem Kreis Altena und mehreren Gemeinden gegründet worden. Die MS schloss sich mit der Iserlohner Kreisbahn AG zusammen und übernahm am 14. Januar 1976 die Plettenberger Kleinbahn AG (PKB) und die Kreis Altenaer Eisenbahn AG. Die neue Firma lautete nun „Märkische Eisenbahngesellschaft AG“ (MEG), seit 1981 GmbH. Die MEG ist Teil der Märkischen Verkehrsgesellschaft GmbH (MVG) mit Sitz in Lüdenscheid. Die MEG ist nun vorrangig für den Güterumschlag am Umschlagbahnhof in Plettenberg (ehemals PKB) zuständig und hat dort auch das Büro für den Umschlagbetrieb.

## Aufbau des Schienennetzes
Das Streckennetz der KAE lag vollständig im heutigen Märkischen Kreis in Nordrhein-Westfalen. Es handelte sich rechtlich um Eisenbahnen, nicht um Kleinbahnen, obwohl die Spurweite von einem Meter sowie die gesamte Trassierung und Anlage der Bahn weitgehend auf öffentlichen Straßen dieses vermuten ließe. Der erste Teil des 41 Kilometer langen Netzes entstand in den Jahren 1887/88. Vom Bahnhofsvorplatz in Altena im Lennetal, wo der Anschluss zu der 1860/61 von der Bergisch-Märkischen Eisenbahn-Gesellschaft erbauten Ruhr-Sieg-Strecke hergestellt wurde, nahm ab 1. Oktober 1887 die Rahmedetalbahn ihren Anfang und führte 14 Kilometer talaufwärts bis zum KAE-Bahnhof in Lüdenscheid. Im Zuge dieser Strecke wurde kurz vor dem Bahnhof Steinerne Brücke ein kurzer Eisenbahntunnel mit 55 Metern Länge erbaut, der noch vorhanden ist und heute als Garage genutzt wird.
Die zweite Strecke war 16 Kilometer lang und begann ebenfalls im Lennetal, und zwar an der Station Werdohl der Ruhr-Sieg-Strecke. Sie führte ab dem 19. November 1887 zunächst mit einer Streckenlänge von 10,59 Kilometern nur bis Augustenthal. Erst am 1. April 1905 wurde die Versetalbahn bis Schafsbrücke Weiche verlängert und mündete dort in die oben genannte Strecke zum KAE-Bahnhof.
Eine dritte Strecke, die 9,45 Kilometer lange Hälvertalbahn, wurde mit Personen- und Güterverkehr am 5. März 1888 zwischen Halver und Schalksmühle eröffnet, sie schloss in Schalksmühle an Staatsbahnstrecken an und lag abseits der anderen beiden Strecken. Halver wurde 1910 von der Wuppertalbahn in drei Richtungen an die Staatsbahn nach Radevormwald, Wipperfürth und Oberbrügge angeschlossen. Die Strecke Halver–Oberbrügge wurde später Schleifkottenbahn genannt. Zwischen den beiden Bahnen gab es in Halver jedoch keine Verbindung.
In Halver gab es einen circa 500 Meter langen, auf eigener Trasse parallel zur Straße Haus Heide verlaufenden Gleisanschluss in das Märkische Werk.
Der Verbindung mit der Staatsbahn in Lüdenscheid diente ab dem 11. April 1904 die einen Kilometer lange Strecke zwischen Schafsbrücke Weiche und dem Güterbahnhof Wehberg.
Regelmäßiger Lieferant der Kreis Altenaer Schmalspur-Eisenbahnen war um 1908 die Hannoversche Bahnindustrie.
Als letzte Gleisanlage kam am 28. November 1925 eine 2,5 Kilometer lange Anschlussbahn vom Bahnhof Augustenthal zum Werk der Firma Plate in Brüninghausen hinzu.

## Verkehr
Der Verkehr auf Lenne- und Rahmetalbahn war beträchtlich. Auf der Lennetalbahn verkehrten in den 1950er Jahren werktags 13 Personen- und zwei bis drei Güterzüge.
Da die Strecke überwiegend im Straßenraum lag, wurde sie zunehmend zum Verkehrshindernis. Vor dem Staatsbahnhof Altena setzten die Lokomotiven der Personenzüge im Straßenraum um, bei längeren Zügen wurde der Zug dabei mit Ketten bewegt, damit die Weiche zum Umsetzen frei wurde. 1958 wurde das Umsetzen dort verboten, die Züge mussten dazu in den Güterbahnhof Hünengraben weiterfahren.

## Verkehrsrückgang und Stilllegung

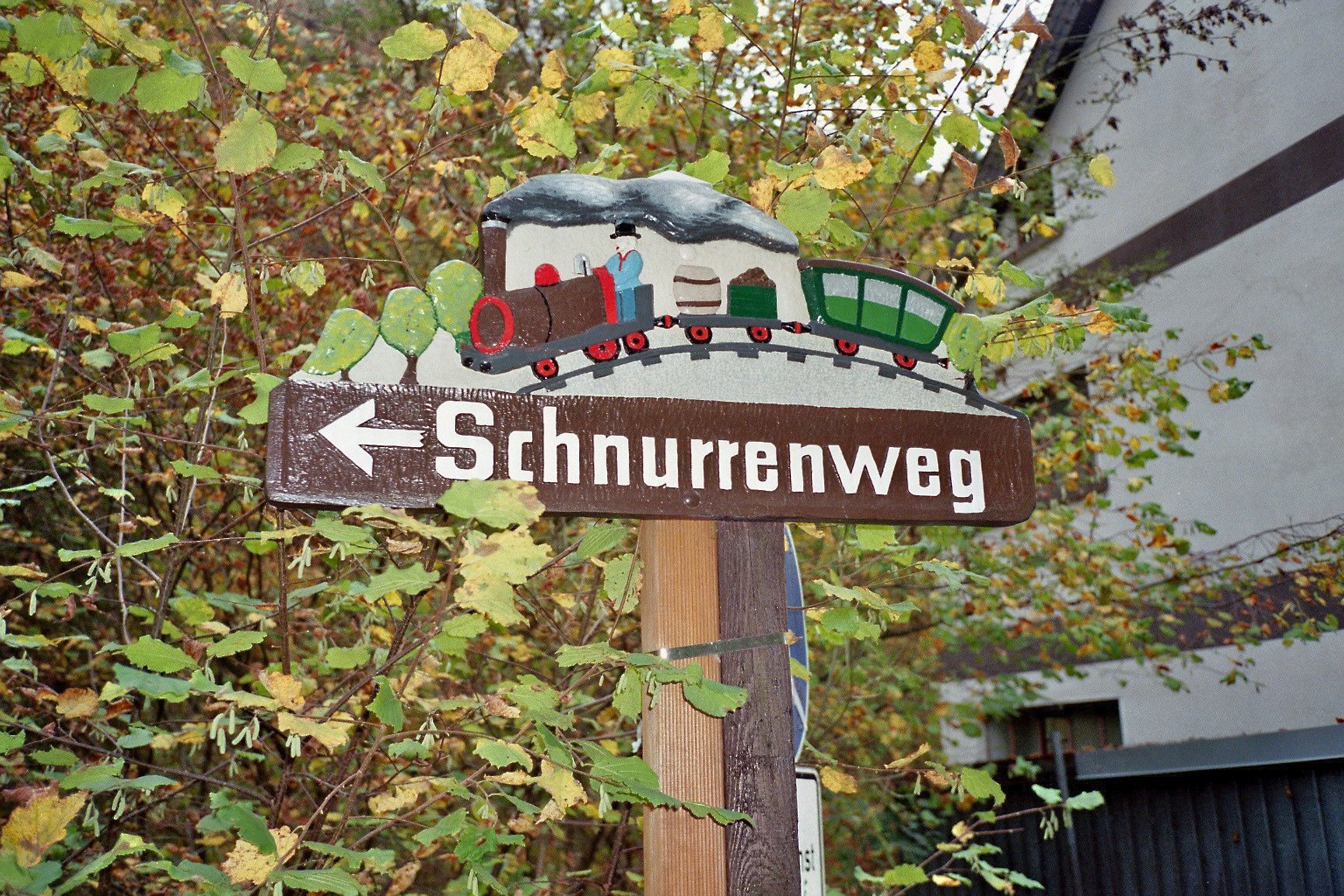
Der Schnurrenweg in Schalksmühle auf der Trasse der ehemaligen Hälvertalbahn

Das Verkehrsaufkommen entwickelte sich entsprechend der allgemeinen Wirtschaftslage und wuchs vor allem vor dem Ersten Weltkrieg stark an. Aber auch danach behielt die KAE mit Ausnahme der Hälvertalbahn ihre Bedeutung im Personen- und Güterverkehr bei. Erst nach der Währungsreform, also in den Jahren 1949/50, ergaben sich durch die Massenmotorisierung immer mehr Probleme. Vor allem die Einnahmen im Personenverkehr ließen zu wünschen übrig, obwohl man sich durch einen sehr dichten Fahrplan den Wünschen der Fahrgäste anpasste. Schwierigkeiten bereitete zunehmend der wachsende Kraftverkehr auf den engen Straßen, welche die Bahn mitbenutzte.
So kam es im folgenden Jahrzehnt zunächst zur Einstellung des Personenverkehrs auf der Schiene:
- Halver–Schalksmühle im Dezember 1949,
- Werdohl–Lüdenscheid am 22. Mai 1955,
- Altena–Lüdenscheid am 28. Mai 1961.

Der Güterverkehr folgte entsprechend:
- Halver–Schalksmühle am 25. Juli 1952,
- Werdohl–Augustenthal im Herbst 1955,
- Altena–Lüdenscheid am 14. Februar 1961,
- Brüninghausen–Augustenthal–Lüdenscheid–Wehberg am 22. Mai 1967.

Bis zur Fusion mit der Kraftverkehr Mark-Sauerland GmbH bestand die KAE noch als Omnibus- und Speditionsbetrieb fort. Die Firma ist am 31. Januar 1976 erloschen.
Der Personenverkehr wird seit 1976 von Bussen der Märkischen Verkehrsgesellschaft GmbH (MVG) bedient.

## Zwischenfälle

### Fliegerangriff vom 28. März 1945
Am 28. März 1945 beschossen amerikanische Jagdflugzeuge im Zweiten Weltkrieg einen Zug im Rahmedetal, der am Vormittag von Altena Richtung Lüdenscheid fuhr. Wegen der Kampfhandlungen war die Durchführung der Fahrt zunächst fraglich, erfolgte aber dennoch. Zwischen den Stationen Mühlenrahmede und Altroggenrahmede wurde der hauptsächlich mit Zivilisten vollbesetzte Zug, darunter zahlreiche Frauen mit Kindern auf Lebensmittel-Besorgung, durch drei Bombenabwürfe gestoppt und dieser, sowie danach die vom Ort des Geschehens fliehenden Menschen, gezielt mit Bordwaffen beschossen. Dabei wurden 77 Personen getötet und ca. 100 verletzt. Viele Fahrgäste suchten in einem nahegelegenen Drahtwerk sowie der ev. Kirche von Rahmede Schutz. Das DRK Altena verzeichnete einen ihrer schwersten Einsätze der Geschichte.

## Fahrzeugpark

### Lokomotiven und Triebwagen
Für ihre umfangreichen Beförderungsaufgaben im Personen- und Güterverkehr besaß die KAE einen entsprechenden Bestand an Dampflokomotiven und Eisenbahnwagen. Die Anzahl der Triebfahrzeuge betrug bei der Gründung des Unternehmens neun Lokomotiven und steigerte sich später auf 15. Dabei waren auch die erhaltenen HERMANN und CARL. Bedingt durch die bei Lokomotiven übliche Fluktuation besaß das Unternehmen im Laufe seiner Geschichte insgesamt 26 Dampflokomotiven. Die Lokomotiven Nummer 1 bis 19 trugen – überwiegend männliche – Vornamen.
Im Zeitraum des Überganges vom Dampfbetrieb bis zur völligen Stilllegung des Betriebes wurden zwei Dieseltriebwagen (KAE VT 1 und 2) und die Diesellokomotive V 15 eingesetzt. Die Triebwagen wurden nach der Stilllegung an die Inselbahnen von Juist und Langeoog verkauft, die Diesellokomotive fand einen neuen Eigentümer in Belgien.

### Personen- und Güterwagen
Bei der KAE waren im Laufe der Jahre insgesamt 35 Personenwagen im Einsatz, hinzu kamen sechs Packwagen. Die meisten von ihnen besaßen zwei Drehgestelle mit je zwei Achsen. Hinzu kamen insgesamt bis zu 240 Güterwagen, von denen einige als Spezialwagen wie beispielsweise Kesselwagen verwendet wurden. Wegen der Engstelle des Altenaer Tunnels in der Nähe des Bahnhofs Steinerne Brücke wurde auf der KAE keinerlei Rollwagen- oder Rollbockverkehr durchgeführt.

## Vorhandene Überreste der Eisenbahngesellschaft

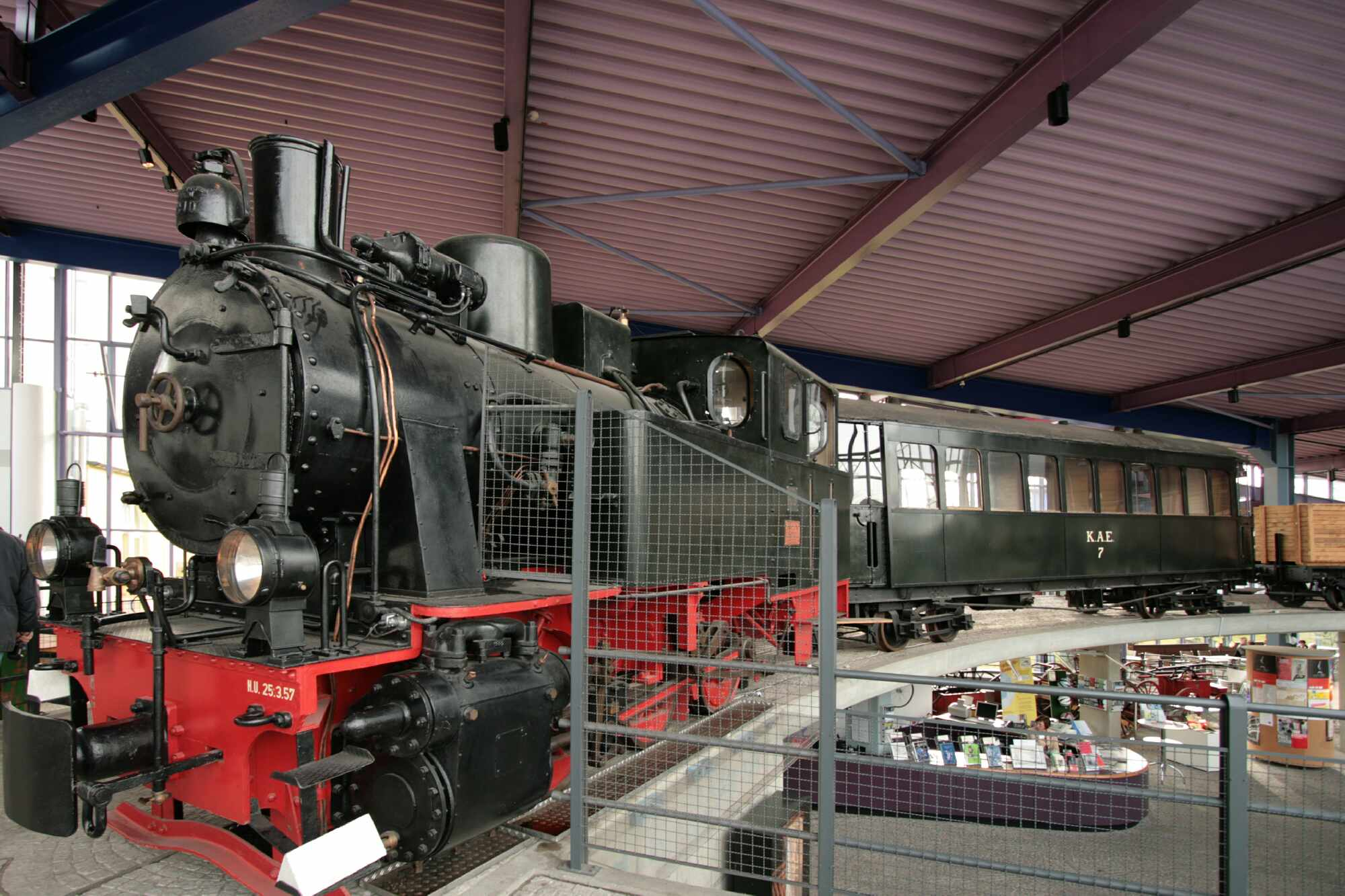
Kleinbahnzug im Geschichtsmuseum Lüdenscheid

Obwohl die Kreis Altenaer Eisenbahn AG ihren Eisenbahnbetrieb schon 1967 einstellte, finden sich zahlreiche Relikte:
- ein ehemaliger Eisenbahntunnel in Altena (in Sichtweite zur Ruhr-Sieg-Strecke, südlich vom Bahnhof Altena, eine Seite zugemauert, zeitweilig Garage,[2] am nördlichen Tunneleingang steht seit 2019 die Replik einer Dampflokomotive[7])
- die Dampflokomotive Carl war von 1965 bis 2016 in Altena als Denkmal aufgestellt und wurde im Herbst 2016 an den niederländischen Privatsammler Wim Pater verkauft,[8] der sie betriebsfähig aufarbeiten und dann möglicherweise auf der Sauerländer Kleinbahn einsetzen lassen möchte.[9]
- zahlreiche noch erkennbare Gleisanschlüsse der Industrieunternehmen an der Rahmede- und der Versetalbahn,
- die als Bahntrassenweg genutzte ehemalige Hälvertalbahn in Schalksmühle (bis Ende der 1960er Jahre waren hier noch Reste der Geleise zu erkennen). Dieser Weg, der heute die erste Station zu dem Bachtal des Reuelsiepen ist und von dort zu dem Bauernweiler Halverscheid führt, heißt im Volksmund "Schnurrenweg".
- die inzwischen renovierte Brücke über die Hälver am Ende des Schnurrenwegs.
- der in gleicher Weise verwendete Weg zwischen Halver und dem Hälvertal,
- das gusseiserne Zierschild vom Kleinbahnhof in Halver befindet sich im Heimatmuseum Halver.
- ein vollständiger Zug im Geschichtsmuseum der Stadt Lüdenscheid, bestehend aus der Dampflokomotive 22, zwei Güterwagen und dem Personenwagen 7,
- eine betriebsfähige Zuggarnitur im niedersächsischen Kleinbahnmuseum Bruchhausen-Vilsen, bestehend aus Lok Hermann, den Personenwagen 3 und 32 und den Güterwagen 380 (G), 555 (O), 805 (S), und 1303 (GG),
- vier zu Triebwagen-Beiwagen umgebaute Personenwagen und mehrere Güterwagen bei der Sauerländer Kleinbahn in Plettenberg,
- die beiden Dieseltriebwagen VT 1 und VT 2, heute als 187 011 und 187 013 bei den Harzer Schmalspurbahnen im Einsatz.[10]
- Das Gebäude der Hauptverwaltung an der Lüdenscheider Endstation in der Altenaer Straße 31 beherbergt heute Büros, unter anderem einer Rechtsanwaltskanzlei.[11]